# هيرمان غلاس
هيرمان غلاس (بالإنجليزية: Herman Glass)‏ هو لاعب جمباز فني أمريكي، ولد في 15 أكتوبر 1880 في لوس أنجلوس في الولايات المتحدة، وتوفي بنفس المكان في 13 يناير 1961.

## وصلات خارجية
- هيرمان غلاس على موقع أوليمبيديا (الإنجليزية)